# Darvazeh Ghar
Darvazeh Ghar (persisch: دروازه غار, übersetzt: Höhlentor) ist ein Stadtviertel im südlichen Teheran, das zum Distrikt 12 gehört. Der Stadtteil ist nach dem ehemaligen Stadttor Darvazeh Ghar aus der Zeit von Nāser ad-Din Schāh benannt.

## Bevölkerung
Darvazeh Ghar ist durch die starke Migration aus dem ländlichen Raum ein multikulturelles Viertel. Neben Perser, Kurden und Aserbaidschaner leben auch viele Roma und Flüchtlinge aus Afghanistan in Darvazeh Ghar. Darvazeh Ghar ist eines der ärmsten Viertel Teherans und viele Bewohner leben in slumartigen Behausungen. Das Stadtviertel ist bekannt für den hohen Drogenmissbrauch und die hohe Arbeitslosigkeit.